# Leichtathletik-Weltmeisterschaften 2015/Teilnehmer (Simbabwe)
| Gelbes Symbol für Goldmedaillen mit stilisierten Olympischen Ringen | Graues Symbol für Silbermedaillen mit stilisierten Olympischen Ringen | Braundes Symbol für Bronzemedaillen mit stilisierten Olympischen Ringen |
| ------------------------------------------------------------------- | --------------------------------------------------------------------- | ----------------------------------------------------------------------- |
| —                                                                   | —                                                                     | —                                                                       |

Der Leichtathletikverband Simbabwes nominierte fünf Athleten für die Leichtathletik-Weltmeisterschaften 2015 in der chinesischen Hauptstadt Peking.

## Ergebnisse

### Männer

#### Laufdisziplinen
| Athlet            | Disziplin | Vorlauf | Vorlauf | Halbfinale         | Halbfinale         | Finale             | Finale             |
| Athlet            | Disziplin | Zeit    | Platz   | Zeit               | Platz              | Zeit               | Platz              |
| ----------------- | --------- | ------- | ------- | ------------------ | ------------------ | ------------------ | ------------------ |
| Tatenda Tsumba    | 200 m     | 21,21 s | 46      | nicht qualifiziert | nicht qualifiziert | nicht qualifiziert | nicht qualifiziert |
| Gilbert Mutandiro | Marathon  |         |         |                    |                    | 2:31:35 h          | 37                 |
| Cuthbert Nyasango | Marathon  |         |         |                    |                    | 2:22:15 h          | 23                 |
| Cephas Pasipamiri | Marathon  |         |         |                    |                    | 2:25:05 h          | 30                 |

### Frauen

#### Laufdisziplinen
| Athletin              | Disziplin | Vorlauf      | Vorlauf | Halbfinale | Halbfinale | Finale             | Finale             |
| Athletin              | Disziplin | Zeit         | Platz   | Zeit       | Platz      | Zeit               | Platz              |
| --------------------- | --------- | ------------ | ------- | ---------- | ---------- | ------------------ | ------------------ |
| Olivia Mugove Chitate | 5000 m    | 16:34,70 min | 24      |            |            | nicht qualifiziert | nicht qualifiziert |